# Hylaeus aztecus
Hylaeus aztecus är en biart som först beskrevs av Cresson 1869.  Hylaeus aztecus ingår i släktet citronbin, och familjen korttungebin. Inga underarter finns listade i Catalogue of Life.